# 格里納普鎮區 (伊利諾伊州坎伯蘭縣)
格里納普鎮區（英語：Greenup Township）是位於美國伊利諾伊州坎伯蘭縣的一個行政鎮區。

## 地方資料
根據2010年美國人口普查的數據，格里納普鎮區的面積為122.90平方千米，當中陸地面積為122.82平方千米，而水域面積為0.08平方千米。當地共有人口2374人，而人口密度為每平方千米19.32人。